# Eudorylas scharffi
Eudorylas scharffi är en tvåvingeart som beskrevs av Foldvari 2003. Eudorylas scharffi ingår i släktet Eudorylas och familjen ögonflugor.
Artens utbredningsområde är Tanzania. Inga underarter finns listade i Catalogue of Life.